# Patulia
Patulia è una suddivisione dell'India, classificata come census town, di 13.825 abitanti, situata nel distretto dei 24 Pargana Nord, nello stato federato del Bengala Occidentale. In base al numero di abitanti la città rientra nella classe IV (da 10.000 a 19.999 persone).

## Geografia fisica
La città è situata a 22° 43' 27 N e 88° 23' 51 E.

## Società

### Evoluzione demografica
Al censimento del 2001 la popolazione di Patulia assommava a 13.825 persone, delle quali 7.176 maschi e 6.649 femmine. I bambini di età inferiore o uguale ai sei anni assommavano a 1.222, dei quali 654 maschi e 568 femmine. Infine, coloro che erano in grado di saper almeno leggere e scrivere erano 11.003, dei quali 5.997 maschi e 5.006 femmine.